# Baltazar Krasuski
Baltazar Krasuski (ur. 2 stycznia 1913 w Popławach, zm. 7 września 1999 w Kanadzie) – kanadyjski biznesmen, emigrant z Polski, mecenas sztuki.

## Życiorys
Syn Franciszka i Heleny. Wychował się w Łukowie, gdzie ukończył gimnazjum. Po egzaminie dojrzałości wyjechał do Warszawy, gdzie rozpoczął studia na Wydziale Chemii Uniwersytetu Warszawskiego. Naukę po ukończeniu czwartego roku przerwał wybuch II wojny światowej, zaangażował się wówczas w działalność konspiracyjną używając pseudonimu Bolesław i Krawczyk. Należał do III Obwodu „Waligóra” Warszawskiego Okręgu Armii Krajowej – 3 Rejon (Bema) na Woli. Po wybuchu powstania warszawskiego uczestniczył w ataku na koszary niemieckie zlokalizowane przy ulicy gen. Józefa Bema, następnie opuścił miasto, ale został aresztowany i uwięziony w Auschwitz-Birkenau, a następnie został przetransportowany do Flossenbürga. Po wyzwoleniu obozu postanowił nie wracać do Polski, początkowo mieszkał w Republice Federalnej Niemiec, w 1953 emigrował do Kanady. Został przedsiębiorcą budowlanym, dzięki czemu zgromadził znaczny majątek. Zaangażował się w działalność wielu organizacji emigracyjnych, był aktywnym członkiem Polskiego Związku Byłych Więźniów Politycznych, Stowarzyszenia Polskich Kombatantów, a także Towarzystwa Przyjaciół Paryskiej „Kultury”, pełnił funkcję przedstawiciela tego towarzystwa na Kanadę. Wspierał liczne inicjatywy polonijne, finansowo wspierał działalność pochodzących z Polski twórców i artystów.
Zgodnie z jego wolą prochy po śmierci sprowadzono do Polski, zostały pochowane na Cmentarzu Centralnym w Gliwicach (sektor B2, rząd 6, grób 27).